# Shou Zi Chew

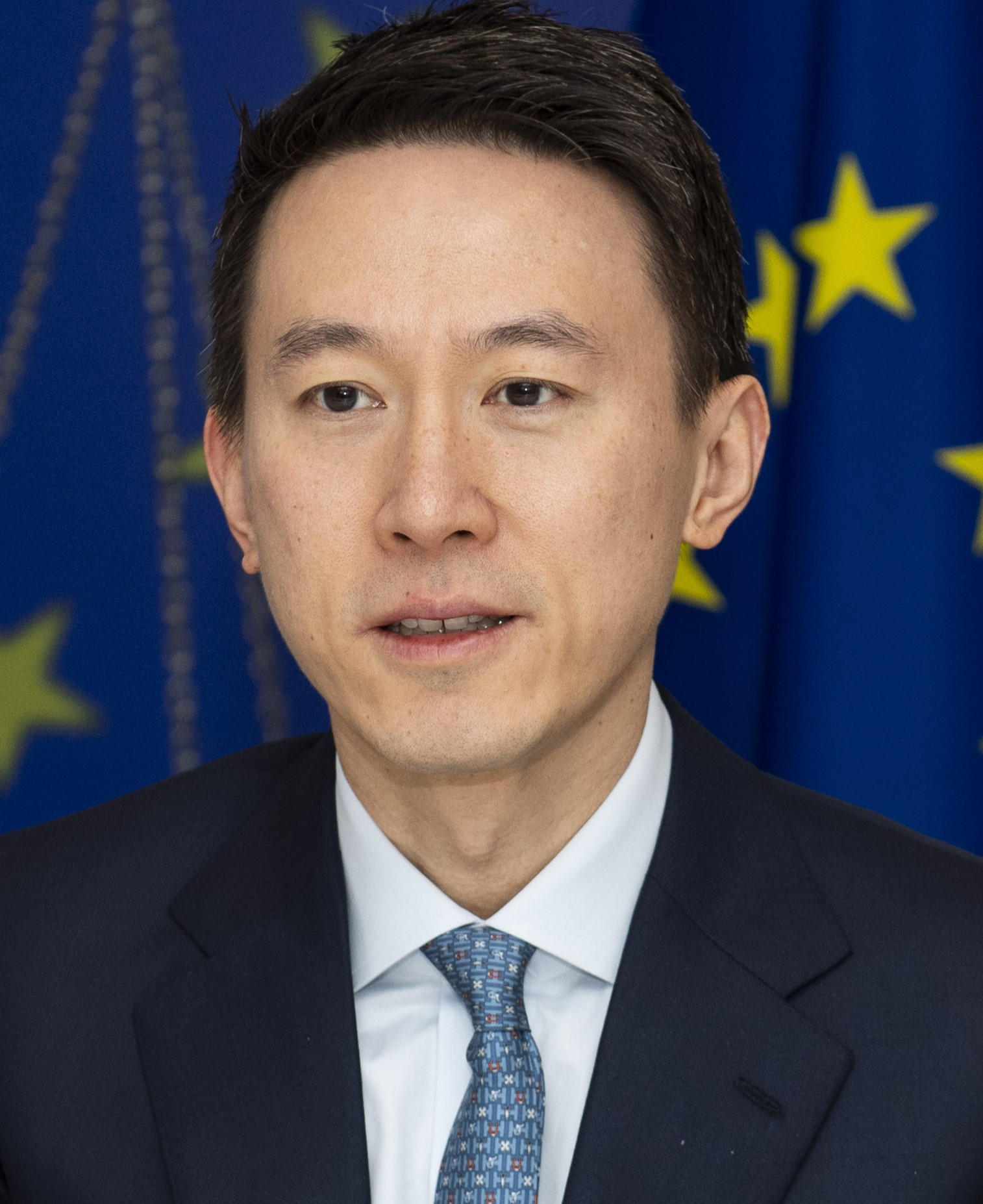
Shou Zi Chew (2023)

Shou Zi Chew (* 1. Januar 1983 in Singapur) ist ein singapurischer Geschäftsmann und Unternehmer, der seit 2021 als Chief Executive Officer (CEO) von TikTok tätig ist.

## Leben

### Frühes Leben und Ausbildung
Chew wurde am 1. Januar 1983 in Singapur geboren. Sein Vater arbeitete im Bauwesen, während seine Mutter Buchhalterin war.
Chew wuchs in einfachen Verhältnissen auf, überzeugte mit 12 Jahren bei einer landesweiten Prüfung und wechselte auf eine Eliteschule. Nach seinem Abschluss an der Hwa Chong Institution absolvierte er seinen Nationaldienst, in dem er als Offizier in der Singapurischen Armee tätig war. Nach seiner Militärzeit studierte Chew am University College London, wo er 2006 einen Bachelor-Abschluss in Wirtschaftswissenschaften erwarb. 2010 schloss er ein Master-Studium in Betriebswirtschaftslehre an der Harvard Business School ab und absolvierte während dieser Zeit ein Sommerpraktikum bei Facebook.

### Karriere
Nach seinem Abschluss an der University College London im Jahr 2006 arbeitete Chew zwei Jahre lang als Banker bei Goldman Sachs in London, bevor er zur Risikokapitalfirma DST Global wechselte. Bei DST Global leitete Chew im Jahr 2013 ein Team von frühen Investoren in ByteDance.
Im Jahr 2015 trat Chew dem Smartphone-Riesen Xiaomi als Finanzvorstand bei. Im Jahr 2019 wurde er zum Präsidenten des internationalen Geschäfts von Xiaomi ernannt.
Im März 2021 trat Chew ByteDance als Finanzvorstand bei. Er ersetzte später den CEO von TikTok, Kevin A. Mayer, der die Tochtergesellschaft von ByteDance nach drei Monaten im Amt verließ.
Im März 2023 sagte Chew vor dem US-Kongress aus, was den gesetzgeberischen Versuch betrifft, TikTok in den Vereinigten Staaten zu verbieten.

### Privatleben
Chew heiratete die taiwanisch-amerikanische Vivian Kao. Sie trafen sich 2008 während ihres Studiums an der Harvard Business School. Das Paar hat zwei Kinder.
In seiner Freizeit spielt Chew gerne Golf und liest Bücher über theoretische Physik.